# Monnaie divisionnaire
Pour les articles homonymes, voir Monnaie (homonymie).

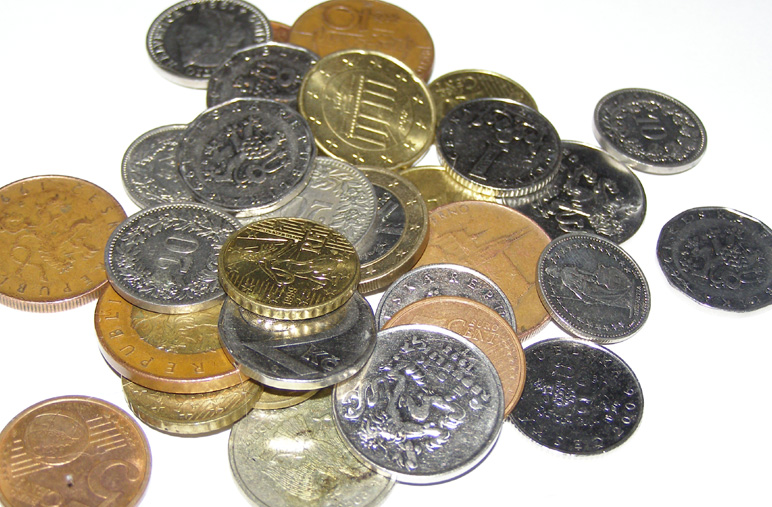
Monnaie divisionnaire/Pièces de monnaie

La monnaie divisionnaire est l'ensemble des pièces ou monnaie métallique. Elle est utilisée dans les transactions de faibles montants. Lorsque l'économie est désorganisée (guerres, révolutions, crises économiques…), la pénurie de la monnaie divisionnaire entraîne l'apparition de la monnaie de nécessité.

## France
En France en 1970, elle représentait 1,1 % de la monnaie en circulation. Comme sa part dans les moyens de paiement n'a cessé de baisser, elle est comptabilisée depuis 2004 avec la monnaie fiduciaire, qui représente 10 % des moyens de paiement.